# Przespolew Pański
Przespolew Pański – wieś w Polsce położona w województwie wielkopolskim, w powiecie kaliskim, w gminie Ceków-Kolonia.
| SIMC    | Nazwa   | Rodzaj    |
| ------- | ------- | --------- |
| 0195512 | Odpadki | część wsi |

W latach 1975–1998 miejscowość administracyjnie należała do województwa kaliskiego.